# Sebastián Fox Morcillo

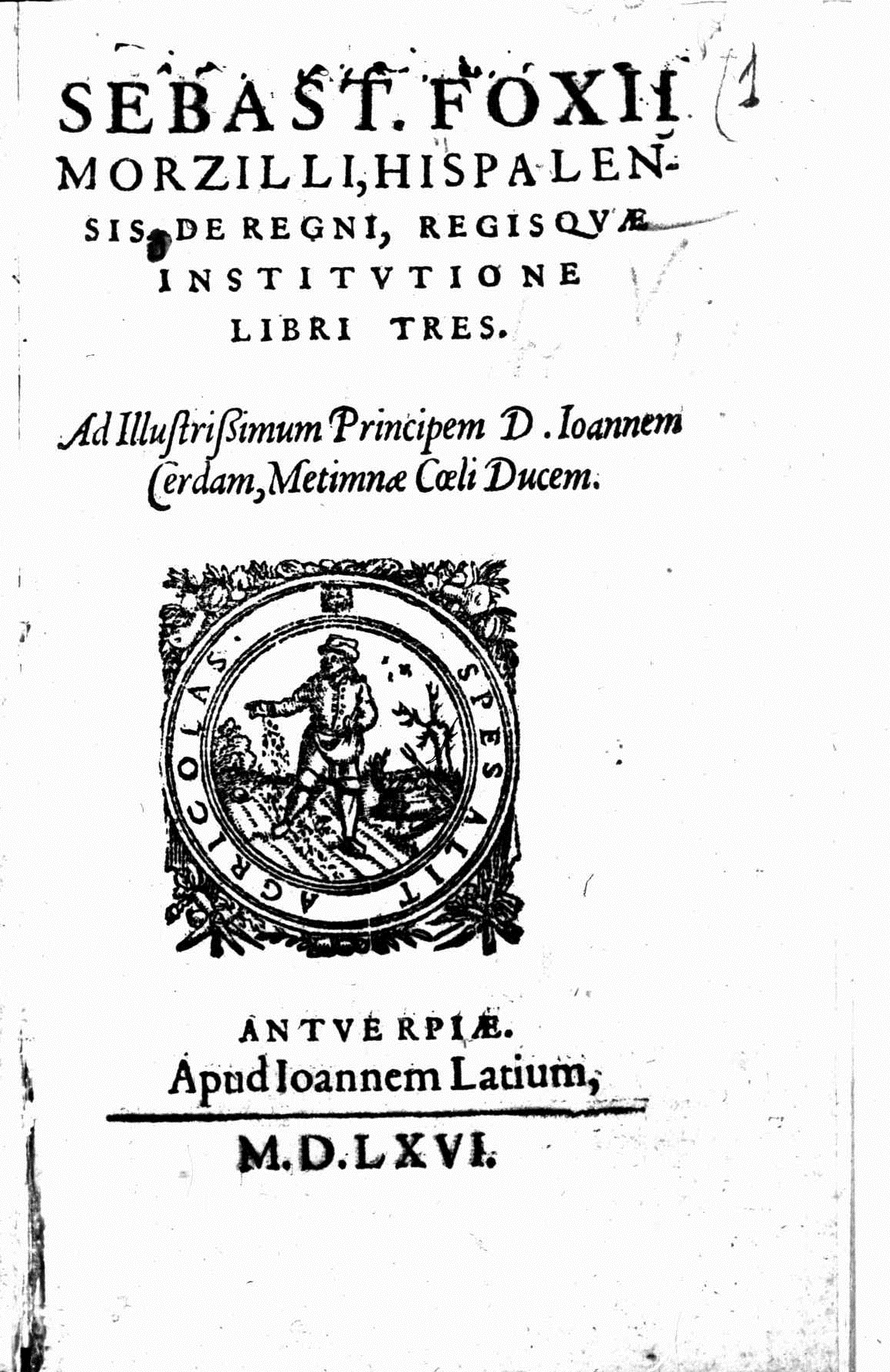
De regni regisquae institutione, 1566

Sebastián Fox Morcillo (Siviglia, tra il 1526 e il 1528 – 1559) è stato un filosofo spagnolo.

## Biografia
Nacque a Siviglia tra il 1526 e il 1528. Studiò ad Alcalá de Henares e, intorno al 1548, a Lovanio. Seguendo l'esempio di Leone Ebreo, pubblicò i commenti a Platone e ad Aristotele, cercando di conciliare i loro insegnamenti. Nel 1559 fu nominato tutore di Don Carlos, figlio di Filippo II, ma morì disperso in mare mentre si recava in Spagna per assumere l'incarico.
La sua opera più conosciuta è il De imitatione, seu de informandi styli ratione libri II (1554), un dialogo tra l'autore e suo fratello con gli pseudonimi rispettivamente di Gaspar e Francisco Enuesia.

## Opere
- In Topica Ciceronis paraphrasis et scholia, 1550, 8vo
- De imitatione, seu de informandi styli ratione libri II, Amberes, 1554
- De naturæ philosophia seu de Platonis e Aristotelis consensione libri quinque, 1554
- In Platonis Timaeum commentarii, 1554
- Ethices philosophiae compendium ex Platone, Aristotele aliisque optimos quibusque auctoribus collectum, 1554
- De Philosophici studii ratione, Lovaina, 1554
- De naturae philosophia seu de Platonis e Aristotelis consensione, libri V, Lovaina 1554
- De juventute, Basilea, 1556
- De regni, regisquae institutione libri tres, Anversa, Jan Laet, 1566.
- Comentatio in decem Platonis libros de Republica, 1556
- De dimostratione ejusque necessitate et vi liber I, Basilea, 1556
- De honore, Basilea, 1556
- De usu et Exercitatione Dialecticae, 1556
- De historiae institutione dialogus, 1557 (Antonio Cortijo Ocaña, Teoria della storia e teoria politica nel sig . XVI . Alcalá de Henares: UP, 2000)